# Sommet des chefs d'État et de gouvernement du Conseil de l'Europe
Le sommet des chefs d’État et de gouvernement du Conseil de l'Europe, aussi appelé le Sommet du Conseil de l’Europe, est la réunion des chefs d’État et de gouvernement de l'ensemble des États membres du Conseil de l'Europe. Les chefs d’État et de gouvernement peuvent également être invités à s'exprimer durant ces sommets.
Seules quatre de ces réunions ont eu lieu :
1. Vienne : Sommet du Conseil de l'Europe des 8 et 9 octobre 1993
2. Strasbourg : Sommet du Conseil de l'Europe des 10 et 11 octobre 1997
3. Varsovie : Sommet du Conseil de l'Europe des 16 et 17 mai 2005
4. Reykjavik : Sommet du Conseil de l'Europe des 16 et 17 mai 2023

## Sources

## Compléments